# 勒兰西-维勒蒙布勒-蒙费梅伊站
勒兰西-维勒蒙布勒-蒙费梅伊站是法国的一个铁路车站，位于法国首都巴黎东北郊区塞纳-圣但尼省的勒兰西和维勒蒙布勒两个市镇交汇处。该站是法兰西岛区域铁路系统当中的一个车站，属于第四收费区（法語：Zone 4）。
因名称较长，勒兰西-维勒蒙布勒-蒙费梅伊站有时可直接以"勒兰西站"代替。

## 位置
勒兰西-维勒蒙布勒-蒙费梅伊站位于塞纳-圣但尼省勒兰西和维勒蒙布勒两个市镇的分界线附近，同时历史上有从该站连接蒙费梅伊的有轨电车线路，车站也因此而得名，有轨电车已于20世纪30年代拆除，现由公共汽车线路代替。

## 站台设置
| 北↑ |      |           |               |
|     |      | [T] · (E) | 谢勒方向→     |
|     | 岛式 |           |               |
|     |      | 通过线    | 莫方向→       |
|     |      | 通过线    | ←巴黎方向     |
|     | 岛式 |           |               |
|     |      | [T] · (E) | ←圣拉扎尔方向 |
| 南↓ |      |           |               |

## 停靠线路
以下列车线路在勒兰西-维勒蒙布勒-蒙费梅伊站停靠：
| 勒兰西-维勒蒙布勒-蒙费梅伊站列车线路表 |        |           |        |             |
| 起点                                   | 上一站 | 线路      | 下一站 | 终点        |
| 奥斯曼-圣拉扎尔 马让塔                 | 邦迪   | [T] · (E) | 加尼   | 谢勒-古尔奈 |

## 配套交通

### 长途客车
勒兰西-维勒蒙布勒-蒙费梅伊站附近暂无图定大巴车停靠。

### 城市公共交通
| 勒兰西-维勒蒙布勒-蒙费梅伊站附近的市内公共交通线路 |                                                       |                  | |
| 公交车站名称                                       | 位置                                                  | 线路网           | 停靠线路 |
| 加利埃尼-勒兰西-维勒蒙布勒-蒙费梅伊                | 勒兰西-维勒蒙布勒-蒙费梅伊站西侧 （加利埃尼将军大道） | 巴黎大眾運輸公司 | 114 万塞讷-城堡 ↔ 勒兰西/维勒蒙布勒-蒙费梅伊火车站 |
| 勒兰西-维勒蒙布勒-蒙费梅伊站                       | 勒兰西-维勒蒙布勒-蒙费梅伊站北侧 （正门口）           | transdev TRA     | 601 勒兰西/维勒蒙布勒-蒙费梅伊火车站 ↔ 蒙费梅伊-市际医院 602 勒兰西/维勒蒙布勒-蒙费梅伊火车站 ↔ 库布龙-体育场 603 勒兰西/维勒蒙布勒-蒙费梅伊火车站 ↔ 库布龙-科罗 605 勒兰西/维勒蒙布勒-蒙费梅伊火车站 ↔ 欧奈丛林-火车站 |
| 1.                                                 |                                                       |                  | |

### 社会车辆
勒兰西-维勒蒙布勒-蒙费梅伊站的南侧沿街可停放社会车辆。

## 临近车站
| 勒兰西-维勒蒙布勒-蒙费梅伊站 （Gare du Raincy - Villemomble - Montfermeil） |                      |                |
| 上行车站                                                                    | 线路                 | 下行车站       |
| 邦迪站 2.7km ←                                                              | 巴黎－斯特拉斯堡铁路 | 加尼站 → 1.1km |
| - 本表仅显示运营中的线路及车站                                              |                      |                |